# Damiata
|  | Per a altres significats, vegeu «Damiata (França)». |

Damiata (en àrab مدينة دمياط, Madīnat Dimyāṭ, o, més senzillament, دمياط, Dimyāṭ) és una ciutat d'Egipte, capital de la governació homònima. És al delta del Nil, prop de la desembocadura d'un dels dos grans ramals del riu Nil. La ciutat té 203.187 habitants (nov. 2006). Actualment, amb un canal que la comunica amb el Nil, s'ha convertit una altra vegada en un port important.

## Història
La ciutat, coneguda com a Tamiat a l'antic Egipte, posseïa un important port marítim que a poc a poc anà perdent pes en favor del d'Alexandria.

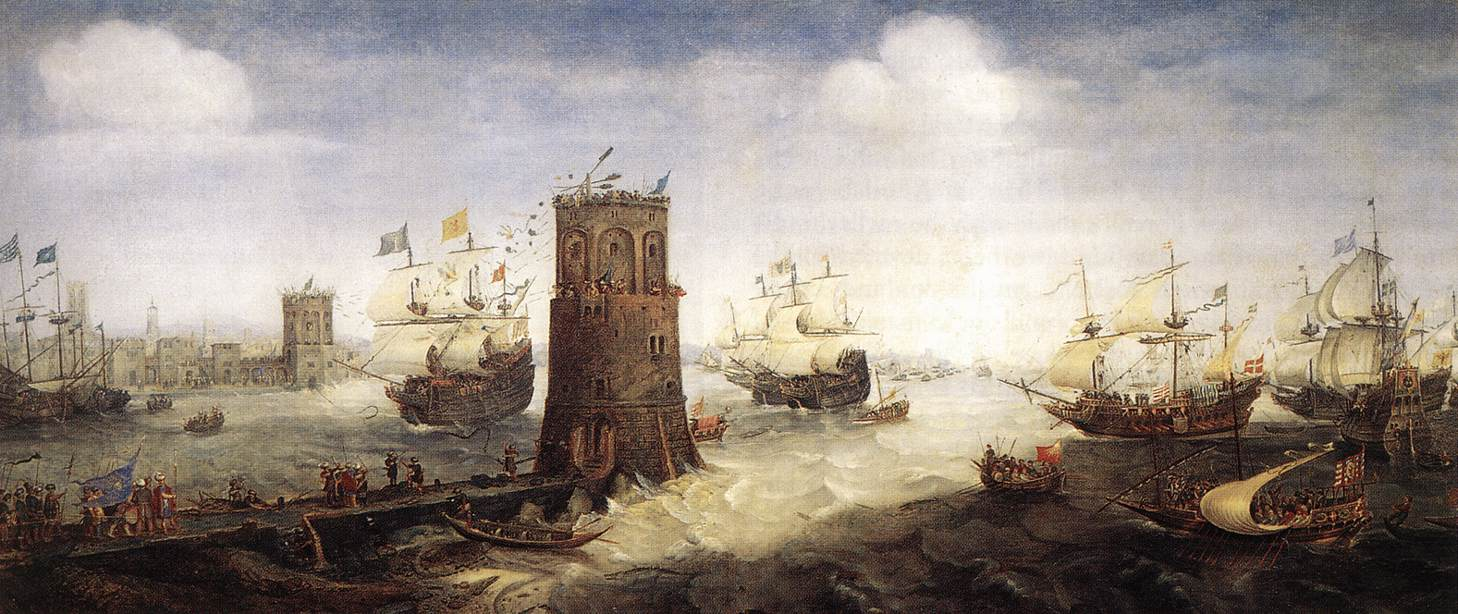
Captura de Damiata durant les croades.

Fou conquerida pels musulmans dirigits per al-Mikdad ibn al-Aswad. Sota domini àrab va patir diversos atacs navals romans d'Orient. Després d'un atac grec el 853 el califa va ordenar la construcció d'una fortalesa. Damiata fou un enclavament molt important als segles xii i xiii, durant les Croades. El desembre del 1169, una flota del Regne de Jerusalem atacà el port i aconseguí conquistar-lo, sent reconquistat per Saladí. Un nou intent croat es produí l'any 1218 durant la Cinquena Croada i la vila fou ocupada però finalment els croats foren expulsats. Fou capturada el 1249 durant la Setena Croada per Lluís IX de França, però al cap de poc va capitular a mans de Turan-Xah ibn as-Sàlih Ayyub. Els mamelucs la van fer demolir les fortificacions i part de la ciutat el 1251 deixant només la mesquita; el 1260/1261 Baybars I va fer tancar el pas dels vaixells.
Una nova Damiata es va construir una mica al sud i va servir sota mamelucs i otomans com a lloc d'exili. El juliol de 1803 s'hi va refugiar el derrocat virrei Mehmed Husrev Pasha, però es va haver de rendir a Muhammad Ali i al cap mameluc Uthman Bey al-Bardisi.

## Fills Il·lustres
- Ali Mustafà Mosharrafa (1898-1950), físic i matemàtic